# Рок Дог 2
«Рок Дог 2» — полнометражный китайско-американский мультфильм режиссёра Марка Балдо. Является сиквелом мультфильма 2016 года «Рок Дог». 11 июня состоялась премьера в цифре, а 15 июня — релиз на дисковых носителях.

## Сюжет
События происходят спустя год после первого фильма. Рок-группа Боуди, Рок Дог (в оригинале True Blue), набирает свою популярность. Вскоре некий Мистер Лэнг предлагает ребятам отправиться в тур, а также выступать вместе с поп-звездой Лил' Фокси. Героям предстоит узнать цену славы и как оставаться верным себе и своим друзьям.

## Персонажи и актёры озвучивания
| Актёр           | Роль       |
| --------------- | ---------- |
| Грэм Хэмилтон   | Боуди      |
| Эшли Болл       | Дарма      |
| Эндрю Френсис   | Гермур     |
| Брайан Драммонд | Кампа      |
| Брайан Добсон   | Як Флитвуд |
| Кэтлин Барр     | Лил' Фокси |
| Майкл Адамтуэйт | Карл/Трей  |
| Джеймс Хигути   | Шумай      |
| Донни Лукас     | Рифф       |
| Ричард Ньюман   | Норбу      |
| Сабрина Питре   | Вэй        |
| Джейсон Симпсон | Линнукс    |
| Кэти Уэслак     | Мейдоу     |

### Русский дубляж
- Никита Пресняков — Боуди
- Агата Муцениеце — Дарма
- Антон Эльдаров — Гермур
- Сергей Чихачёв — Кампа
- Юрий Высоцкий — Як Флитвуд
- Валя Карнавал — Лил' Фокси
- Дмитрий Викулов — Карл
- Андрей Бархударов — Трей
- Вячеслав Скорик — Шумай
- Роман Солошенко — Рифф
- Борис Георгиевский — Норбу
- Геннадий Новиков — Линнукс
- Ирина Дорошенко — Мейдоу

## Прокат
Премьера в России состоялась 24 июня 2021 года, на Украине — 5 августа 2021 года, в Перу — 8 октября 2021 года.